# Estat Oriental de l'Uruguai
L'Estat Oriental de l'Uruguai (castellà: Estado Oriental del Uruguay) va ser el primer nom oficial de l'actual República Oriental de l'Uruguai. Aquest nom va ser donat al país per la primera Constitució promulgada el 28 de juny de 1830 i jurada pel poble el 18 de juliol del mateix any.
La decisió del nom del nou Estat va ser presa per la comissió especialment designada per l'Assemblea General Constituent i Legislativa (Asamblea General Constituyente y Legislativa) per a redactar la primera Constitució. L'Assemblea s'havia instal·lat a San José de Mayo el 22 de novembre de 1828.
El primer cap d'Estat i Govern va ser José Rondeau, designat per l'Assemblea General Constituent i Legislativa reunida a Florida, en votació unànime, com a Governador i Capità General Provisori. Rondeau va prestar jurament el 22 de desembre de 1828 davant la Sala de Representants que en aquests moments funcionava a Canelones i va renunciar el 17 d'abril de 1830, després de l'aprovació de la Constitució.